# Magnus II di Meclemburgo-Schwerin
Magnus II di Meclemburgo-Schwerin (1441 – Wismar, 20 novembre 1503) fu duca di Meclemburgo-Schwerin dal 1477 fino alla morte.

## Biografia
Magnus era figlio di Enrico IV di Meclemburgo-Schwerin e della moglie Dorotea di Brandeburgo.
Aveva una personalità molto energica e vigorosa; ebbe modo di dimostrarlo già negli ultimi anni di regno del padre, il quale aveva già demandato ai figli molte delle attività di governo. Alla morte del padre, avvenuta nel 1477, aveva iniziato a governare il ducato insieme ai fratelli Giovanni e Baldassarre (il fratello Alberto era morto nel 1474).
A seguito della morte del fratello Giovanni, avvenuta nel 1483, e della noncuranza negli affari di governo di Baldassare, divenuto vescovo coadiutore di Hildesheim e poi amministratore apostolico di Schwerin, Magnus si trovò di fatto a governare da solo il ducato.

## Matrimonio ed eredi
Magnus aveva sposato nel 1474 Sofia, figlia di Eric II di Pomerania-Wolgast. Da questo matrimonio nacquero sette figli:
- Enrico (1479-1522);
- Dorotea (1480-1537);
- Sofia (1481-1503), sposò Giovanni, Elettore di Sassonia;
- Eric (1483-1508);
- Anna (1485-1525), sposò Guglielmo II, Langravio d'Assia;
- Alberto (1486-1547);
- Caterina (1487-1561), sposò Enrico IV di Sassonia.

## Ascendenza
|                                     |                          |                                 | Genitori                            |  |  | Nonni |  |  | Bisnonni                         |  |  | Trisnonni                 |  |
|                                     |                          |                                 |                                     |  |  |       |  |  | Magnus I di Meclemburgo-Schwerin |  |  | Alberto II di Meclemburgo |  |
|                                     |                          |                                 |                                     |  |  |       |  |  | Magnus I di Meclemburgo-Schwerin |  |  | Alberto II di Meclemburgo |  |
|                                     |                          | Eufemia di Svezia               |                                     |  |  |       |  |  | Magnus I di Meclemburgo-Schwerin |  |  |                           |  |
| Giovanni IV di Meclemburgo-Schwerin |                          |                                 |                                     |  |  |       |  |  | Magnus I di Meclemburgo-Schwerin |  |  |                           |  |
|                                     |                          | Elisabetta di Pomerania-Wolgast | Barnim IV di Pomerania              |  |  |       |  |  |                                  |  |  |                           |  |
|                                     |                          | Elisabetta di Pomerania-Wolgast | Barnim IV di Pomerania              |  |  |       |  |  |                                  |  |  |                           |  |
|                                     |                          | Elisabetta di Pomerania-Wolgast | Sofia di Werle                      |  |  |       |  |  |                                  |  |  |                           |  |
| Enrico IV di Meclemburgo-Schwerin   |                          | Elisabetta di Pomerania-Wolgast |                                     |  |  |       |  |  |                                  |  |  |                           |  |
|                                     |                          | Eric IV di Sassonia-Lauenburg   | Eric II di Sassonia-Lauenburg       |  |  |       |  |  |                                  |  |  |                           |  |
|                                     |                          | Eric IV di Sassonia-Lauenburg   | Eric II di Sassonia-Lauenburg       |  |  |       |  |  |                                  |  |  |                           |  |
|                                     |                          | Eric IV di Sassonia-Lauenburg   | Agnese di Schauenburg-Holstein-Plön |  |  |       |  |  |                                  |  |  |                           |  |
| Caterina di Sassonia-Lauenburg      |                          | Eric IV di Sassonia-Lauenburg   |                                     |  |  |       |  |  |                                  |  |  |                           |  |
|                                     |                          | Sofia di Brunswick-Wolfenbüttel | Magnus II di Brunswick-Wolfenbüttel |  |  |       |  |  |                                  |  |  |                           |  |
|                                     |                          | Sofia di Brunswick-Wolfenbüttel | Magnus II di Brunswick-Wolfenbüttel |  |  |       |  |  |                                  |  |  |                           |  |
|                                     |                          | Sofia di Brunswick-Wolfenbüttel | Caterina di Anhalt-Bernburg         |  |  |       |  |  |                                  |  |  |                           |  |
| Magnus II di Meclemburgo-Schwerin   |                          | Sofia di Brunswick-Wolfenbüttel |                                     |  |  |       |  |  |                                  |  |  |                           |  |
|                                     | Federico V di Norimberga | Giovanni II di Norimberga       |                                     |  |  |       |  |  |                                  |  |  |                           |  |
|                                     | Federico V di Norimberga | Giovanni II di Norimberga       |                                     |  |  |       |  |  |                                  |  |  |                           |  |
|                                     | Federico V di Norimberga | Elisabetta di Henneberg         |                                     |  |  |       |  |  |                                  |  |  |                           |  |
| Federico I di Brandeburgo           | Federico V di Norimberga |                                 |                                     |  |  |       |  |  |                                  |  |  |                           |  |
|                                     |                          | Elisabetta di Meißen            | Federico II di Meißen               |  |  |       |  |  |                                  |  |  |                           |  |
|                                     |                          | Elisabetta di Meißen            | Federico II di Meißen               |  |  |       |  |  |                                  |  |  |                           |  |
|                                     |                          | Elisabetta di Meißen            | Matilde di Baviera                  |  |  |       |  |  |                                  |  |  |                           |  |
| Dorotea di Brandeburgo              |                          | Elisabetta di Meißen            |                                     |  |  |       |  |  |                                  |  |  |                           |  |
|                                     |                          | Federico di Baviera-Landshut    | Stefano II di Baviera               |  |  |       |  |  |                                  |  |  |                           |  |
|                                     |                          | Federico di Baviera-Landshut    | Stefano II di Baviera               |  |  |       |  |  |                                  |  |  |                           |  |
|                                     |                          | Federico di Baviera-Landshut    | Isabella d'Aragona                  |  |  |       |  |  |                                  |  |  |                           |  |
| Elisabetta di Baviera-Landshut      |                          | Federico di Baviera-Landshut    |                                     |  |  |       |  |  |                                  |  |  |                           |  |
|                                     |                          | Maddalena Visconti              | Bernabò Visconti                    |  |  |       |  |  |                                  |  |  |                           |  |
|                                     |                          | Maddalena Visconti              | Bernabò Visconti                    |  |  |       |  |  |                                  |  |  |                           |  |
|                                     |                          | Maddalena Visconti              | Beatrice Regina della Scala         |  |  |       |  |  |                                  |  |  |                           |  |
|                                     |                          | Maddalena Visconti              |                                     |  |  |       |  |  |                                  |  |  |                           |  |